# 黃台仰

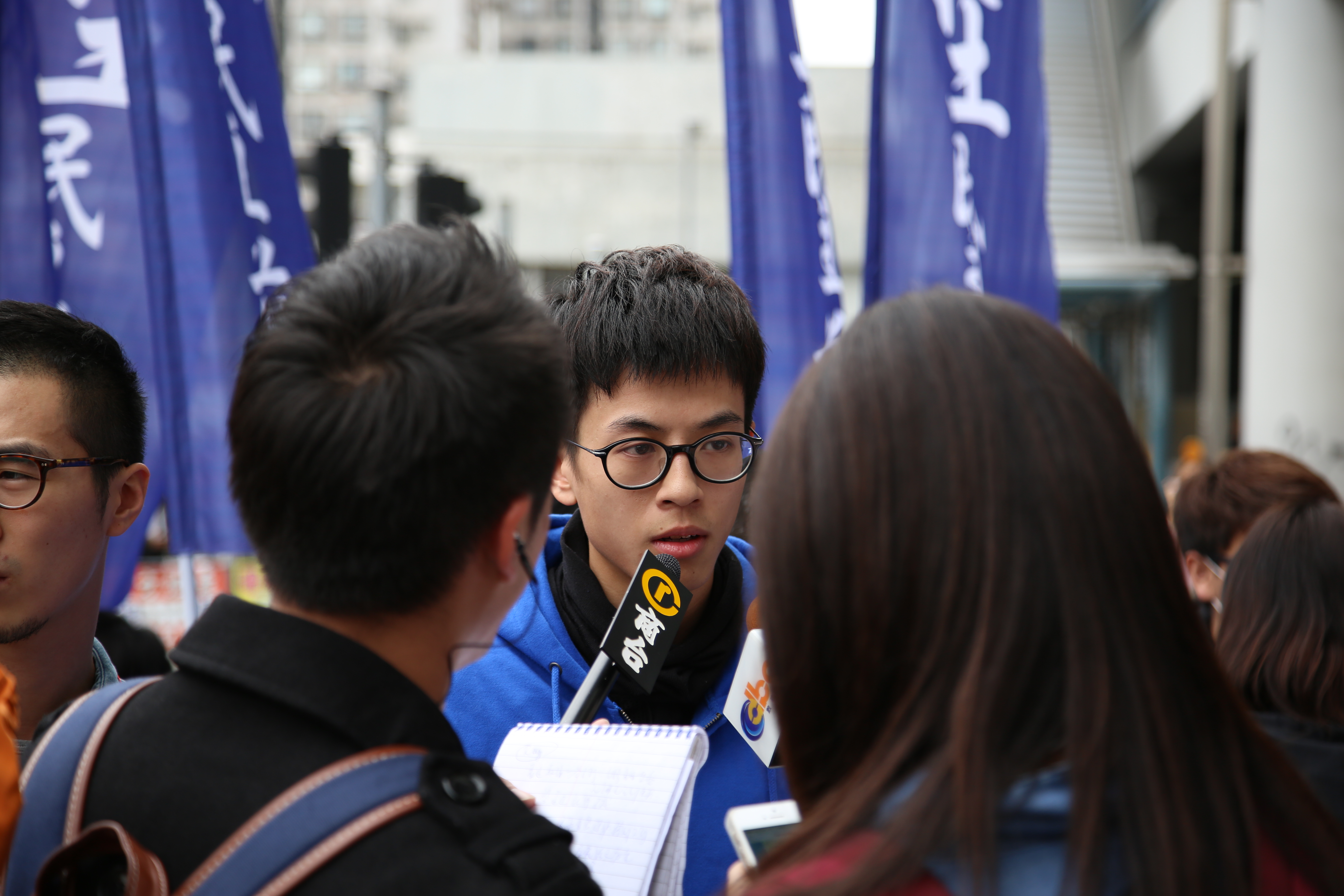
黃台仰在2015年光復元朗活動中接受記者訪問

黃台仰（英語：Ray Wong Toi-yeung，1993年9月15日—），香港本土派人士、本土民主前線召集人，亦是網絡媒體平台Channel i創辦人。他曾經就讀於香港鄧肇堅維多利亞官立中學和明愛白英奇專業學校。
黃曾經是香港本土運動 及2016年旺角事件的領導者之一。2017年11月，黃台仰在保釋候審期間沒有按時到警署報到，因此被法院發出拘捕令，現列於警方的通緝名單中。他其後輾轉流亡至德國，並於2019年5月獲批政治庇護資格。2020年7月，黄台仰被香港警方以涉嫌违反港区国安法通缉。

## 政治理念
黃台仰主張民族自决，香港独立，雨傘運動失敗後，他主張「以武制暴」的抗爭手法。在获批德国政治庇护后，接受法新社采访时表示，他暫時不再提倡香港独立，认为更重要的是香港人的身份认同。

## 經歷

### 成立本土民主前線
黃台仰於2014年雨傘運動時，認識一批佔領留守者，因而組織本土民主前線。同年八月獲英國牛津大學持續教育部取錄入讀2年制的哲學證書課程。鑑於雨傘運動的失敗，黃台仰於2015年1月創立本土民主前線组织。黃認為雨傘運動時所主張的「和平、理性、非暴力」未能成功令香港政府及北京政府改變對政改的立場，又對運動期間警察應對示威者的方法感到不滿，遂成立主張「以武制暴」的本土民主前線。
以政府打擊水貨走私不力为理由，黃多次組織各區「光復運動」，包括2015年1月24日光復上水、2015年2月8日光復屯門、2015年3月1日光復元朗，並號召當區民眾參與。他曾5次被香港警方拘捕，分別是2014年11月30日與城邦皇室成員因製盾被捕；2014年12月25日在旺角鳩嗚被控「組織非法集會」；2015年2月1日於大埔反對成立辱警罪被控「阻差辦工」；2015年2月15日光復沙田早上被警方上門拘捕；2015年9月8日由市民自發之光復上水被控「襲警」。

### 光復屯門
2015年2月8日，本土民主前線與熱血公民、勇武前線及屯門人屯門事等組織發起光復屯門運動，抗議水貨客影響民生，並爭取取消港澳個人遊一簽多行。是次遊行至屯門新墟仁政街外解散後，黃台仰繼續聯同本土民主前線其他成員進入商場打擊水貨客。警方其後武力驅趕，引發商場內之衝突。黃於2月15日因此次事件被捕。

### 反三非、衛本土大遊行
本土民主前線聯同青年新政發起遊行從銅鑼灣出發遊行到灣仔入境事務大樓，要求入境處遣返無證青年肖友懷。到達遊行終點時黃台仰點燃煙霧滅蚤劑，呼籲入境處把港人利益置於首位，將肖友懷遣返內地。

### 魚蛋革命
黃台仰所屬的本土民主前線在網上呼籲群眾於2016年2月8日晚到旺角聲援熟食小販，捍衛本土特色。惟事情到凌晨開始惡化，逐漸演變成警民衝突。期間黃台仰曾手持揚聲器站在一輛小型客貨車車頂作出呼籲。
2016年2月11日，黃台仰在「本土民主前線」臉書帳戶上發表了「給香港市民的最後一段錄音」，他在錄音中表示「2016年我們會面對更加嚴峻的問題，將會有更多的議題需求走上街頭抗爭，但我希望各位香港人仍然能夠堅持，只要相信大家的力量能夠帶來改變，香港一定能夠改變」，他最後以「寧為玉碎，不作瓦全」八個字作為結尾來鼓勵香港人堅持下去，事後下落不明，至21日中午在朋友位於天水圍天晴邨的住所被警方拘捕，並被正式控告一項暴動罪，裁判官准他以現金10萬元及人事擔保10萬元保釋，同時須交出旅遊證件及禁足旺角，每天凌晨至6時宵禁和每周到警署報到3次。
黃台仰原定須於2017年11月20日到大埔警署報到，並於其後交出旅遊證件，但其未有如期現身，故被法院通緝。有報道指出黃台仰獲准保釋候審期間曾到德國出席活動。此外，黃台仰也未有於2017年12月9日高等法院的閉門預審時現身。他其後輾轉流亡至德國，並於2018年5月獲批政治庇護資格。

### 與第十四世達賴喇嘛會面
2016年3月，黃台仰和梁天琦獲邀前往印度達蘭薩拉參與第十一屆族群青年領袖研習營並發表演講，期間將與第十四世達賴喇嘛會面。不過由於黃台仰不獲發印度簽證，所以只有梁天琦能成行。
2016年9月，黃台仰和梁天琦前往比利時布魯塞爾參與第七屆聲援西藏組織網絡大會，期間與第十四世達賴喇嘛會面，並與流亡美國的維權人士陳光誠交流。

#### 被警方破門拘捕
2016年2月21日，警方在天水圍天晴邨破門拘捕黃台仰，行動中，警方在屋內撿獲包括可製造炸彈的原料硝酸銨等大批化學品，以及53萬港幣現金、電磁炮、伸縮警棍、V煞面具、電池、大麻及上百粒「偉哥」等物品。

### 聲稱被跟蹤
2016年3月1日下午，黃台仰於本土民主前線記者會中自稱，自年初一晚起，一直有不同人士透過不同渠道聯絡他及家人，希望透過威逼及利誘與他直接見面。黃台仰透露上述人士擁有「巨大勢力」，既非香港人，也非操廣東話，來電顯示來自不同地方。他們引用李波事件威嚇家人，稱能找到並抓走黃；另一方面，又以利誘方式表示能答允家人開出的任何條件，對方所有要求皆遭家人拒絕。諮詢法律意見後，律師建議報警，但黃及家人認為警方沒有能力處理及給予幫助，因此寧願告訴公眾，讓公眾保護他們；同時呼籲相關人士毋須再搞小動作。黃台仰憶述，因旺角事件由法庭保釋出來後，便開始被跟蹤。有一些不像香港警察、打扮平凡及普通的可疑人士，由灣仔跟蹤他至九龍城，期間不斷監視並做筆記。

### 流亡德國
2018年5月，黃台仰、李東昇兩人於德國獲批難民庇護身份，但並未有即時公開宣佈。直至2019年5月21日紐約時報報導，此事始為大眾所知。
2018年7月17日，社運人士中出羊子稱他在英國與黃台仰出席一個當地大學研究所的訪談活動，並遊覽附近名勝。2022年在德國成立「自由香港協會」（Freiheit für Hongkong e.V.），在德國及歐盟進行倡議工作。

### 流亡後首度公開露面
2019年6月4日，黃台仰和李東昇流亡德國後首度公開露面，在柏林德國國會大廈出席由德國綠黨舉辦的六四事件三十週年研討會。黃台仰和李東昇在會上發言，要求香港特區政府立即釋放被判囚六年的梁天琦以及香港其他政治犯，又指目前香港特區政府強推的《逃犯條例修訂草案》將會打破香港與中國大陸之間的防火牆，呼籲德國及其他西方國家政府對香港發出警告，一旦修訂草案通過須考慮撤銷與香港的引渡協定。會後黃台仰和李東昇接受香港傳媒訪問，期間黃台仰透露中華人民共和國政府於2018年曾試圖阻止德國政府批出他們的難民申請。他目前正在哥廷根大學修讀政治學。

### 被香港警方通缉
2020年7月31日，香港警方正式通緝6名流亡海外人士，其中黃台仰“涉嫌煽動分裂國家”。黃台仰表示自己從2019年5月起已不再主張香港獨立，而《港區國安法》生效以來他亦沒有跟外國政治人物討論有關香港獨立的事情。因此黃台仰認為自己被警方通緝反映《港區國安法》具有追溯期。

## 主持節目
- MyRadio－吾國吾聞（2015年11月17日至2016年9月4日）
- Channel i－本土民主前線（2015年12月22日至今）